# Üllő
Üllő è una città di 10.631 abitanti situata nella contea di Pest, nell'Ungheria settentrionale.